# Жужа Алмаши
Жужа Алмаши (мађ. Almássy Zsuzsa; Будимпешта, 8. октобра 1950), је бивша мађарска клизачица на леду и тренер.

## Спортска биографија
Своје прве озбиљније уметничке кораке Жужа Алмаши је направила у ФТЦу (Ferencvárosi Torna Club)), спортском друштву Ференцварош. Активно је почела да се такмичи 1956. године. Од 1958. године тренер јој постаје Ласло Нађ, бивши олимпијац и шампион Мађарске. Други тренер са којим је радила је био Арнолд Гершвилер.
Жужа Алмаши се за мађарску репрезентацију такмичила у периоду од 1964. па све до 1972. године. Први значајнији успех јој је било Европско првенство у клизању на леду одржаном 1966. године у Братислави, где је заузела шесто место. Од тада па све до завршетка активне такмичарске каријере Алмашијева је увек била у самом врху мађарског, европског и светског уметничког клизања. Своју клизачку каријеру је везала за такмичење у категорији појединаца.
Жужа Алмаши је учествовала на трома Зимским олимпијским играма у Инзбруку, у Греноблу и у Сапору где је освајала редом по једанпут седамнаесто, пето и шесто место. и
На Светском првенству у Колорадо Спрингсу је освојила бронзану медаљу а на Европском првенству одржаним 1971. у Цириху сребрну медаљу, а на европским првенствима одржаним 1967. у Љубљани и 1970. у Лењинграду је освојила по бронзу.

## Пост такмичарска каријера
После завршетка такмичарске каријере годину дана проводи у Сједињеним Државама као професионалац а 1974. године са враћа у Мађарску и завршава студије и добија диплому машинства. У Швајцарску одлази 1980. године где у Цириху ради као професионални тренер.

### Достигнућа
| Такмичење/Сезона                        | 62/63 | 63/64 | 64/65 | 65/66 | 66/67 | 67/68 | 68/69 | 69/70 | 70/71 | 71/72 |
| --------------------------------------- | ----- | ----- | ----- | ----- | ----- | ----- | ----- | ----- | ----- | ----- |
| Олимпијске игре                         | -     | 17.   | -     | -     | -     | 6.    | -     | -     | -     | 5.    |
| Светско првенство у уметничком клизању  | -     | 18.   | -     | 7.    | -     | 8.    | 3.    | 3.    | 7.    | 4.    |
| Европско првенство у уметничком клизању | -     |       | 11.   | 6.    | 3.    | 4.    | 4.    | 3.    | 2.    | 4.    |
| Зимска универзијада                     | -     | -     | -     | -     | -     | -     | -     | 1     | -     | -     |
| Мађарско првенство                      | 2.    | 1.    | 2.    | 1.    | 1.    | 1.    | 1.    | 1.    |       | 1.    |